# Купиново
Купиново — деревня в муниципалитете Печинци, Сербия. По переписи 2011 года в селе проживает 1866 жителей.
Населённый пункт находится недалеко от знаменитого района биоразнообразия Обедска бара, где есть несколько насекомых и других форм жизни, уникальных для этого района.

## Имя
На сербском языке деревня известна как Купиново, ранее также Купиник; по-хорватски Купиново ; а на венгерском как Kölpény или Kelpény . Название села произошло от сербского слова «купина» («ежевика» на русском языке ).

## История
В средние века Купиник был знатным городом и резиденцией сербских деспотов в Сирмии в 15 и 16 веках.

## Демография
По результатам переписи 2011, население деревни составляет 1,866 человек.

### Историческая популяция
- 1961: 2220
- 1971: 2057
- 1981: 2002
- 1991: 2009
- 2002: 2047
- 2011: 1866

## Известные жители
- Мики Джуричич, звезда реалити-шоу